# Chloroleucon eurycyclum
Chloroleucon eurycyclum é uma espécie de legume da família Leguminosae.
Apenas pode ser encontrada na Venezuela.